# George von Neumayer
Georg Balthazar von Neumayer est un scientifique et explorateur bavarois. Né le 21 juin 1826 à Kirchheimbolanden, il est décédé le 24 mai 1909 à Neustadt. Il est l'un des pionniers de la coopération internationale pour la météorologie et l'observation scientifique.

## Biographie
Après des études en géophysique et en hydrographie, George von Neumayer se lance en 1849, dans le but d'expédition polaire dans l'étude du magnétisme terrestre, de l'océanographie, de la navigation et l'astronomie nautique. Il voyage alors en Amérique du Sud et, à son retour, donne une série de conférences sur les théories de Matthew Fontaine Maury. En 1852, il part pour l'Australie où il cherche de l'or, sans succès. En 1854, de retour en Allemagne, il obtient du roi de Bavière le soutien pour une expédition scientifique en Australie. Arrivé à Melbourne en janvier 1857, il établit un observatoire scientifique à Flagstaff Hill, aujourd'hui Flagstaff Gardens à Melbourne. et, à partir du 1er mars 1858, entreprend l'enregistrement systématique des données météorologiques et nautiques puis sur l'électricité atmosphérique et les changements dans les éléments magnétiques.
Membre du Comité d'exploration de la Société royale de Victoria (Royal Society of Victoria), il participe à l'organisation de l'expédition de Burke et Wills (1860), qu'il rejoint à Swan Hill pour mener des observations magnétique. Il quitte l'expédition à Bilbarka pour rejoindre le district de Victoria.
Déjà été impliqué dans le Norddeutsche Seewarte, il devient le premier directeur de l'Observatoire maritime allemand en 1875. En 1879, il préside la Commission polaire internationale de Karl Weyprecht. Fondateur de la première Année polaire internationale (1882-1883) et de l'année de l'Antarctique (1901), il établit en 1895 la Commission allemande pour l'exploration du Pôle Sud qui deviendra en 1901 l'expédition Gauss.
Une station de recherche en Antarctique porte son nom.

## Œuvres
- Description and system of working of the Flagstaff Observatory (1859)
- Results of the Magnetical, Nautical and Meteorological Observations from March 1858 to February 1859 (1860)
- On Dove's Law of the Turning of the Wind (1860)
- Results of the Meteorological Observations 1859-1862 (1864)
- Nautical Observations 1858-1862 (1864)
- Discussion of the Meteorological and Magnetical Observations made at the Flagstaff Observatory (1867)
- On Meteors in the Southern Hemisphere (1869) (avec Edward Heis)
- Magnetic Survey of the Colony of Victoria 1858-1864 (1869)
- Die internationale Polarforschung (2 vol.1886)

## Bibliographie

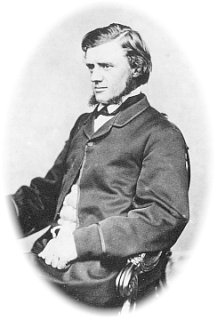
Georg von Neumayer.